# Église Saint-Pierre de Münster
L'église Saint-Pierre (St. Petri ou Petrikirche en allemand) est une église catholique de Münster en Allemagne. Elle est vouée à l'apôtre Pierre.
Construite par la compagnie de Jésus pour desservir son collège, l'église est aujourd'hui au cœur de l'université de Münster dont elle est le noyau. Elle se trouve près de la cathédrale de Münster, entre la Fürstenbergshaus et la faculté de théologie catholique, près de l'Aa. Elle sert aujourd'hui d'église universitaire pour les étudiants et les professeurs et de chapelle pour le lycée Saint-Paul de Münster. C'est également un lieu où sont donnés des concerts d'orgue et de chorales et une église prisée pour les cérémonies de mariage.

## Historique
L'église est construite par les jésuites en 1590-1597. C'est la première église de la compagnie de Jésus construite outre-Rhin. Son plan basilical à trois nefs est sans transept. Elle est construite en pierre sèche et en briques avec des ajouts de grès. Deux petits clochers élancés encadrent le chœur.
L'intérieur possède deux galeries à l'étage. Le style de l'église est une architecture à mi-chemin entre le gothique tardif et la Renaissance (surtout dans l'ornementation des fenêtres et des portails).

## Orgue

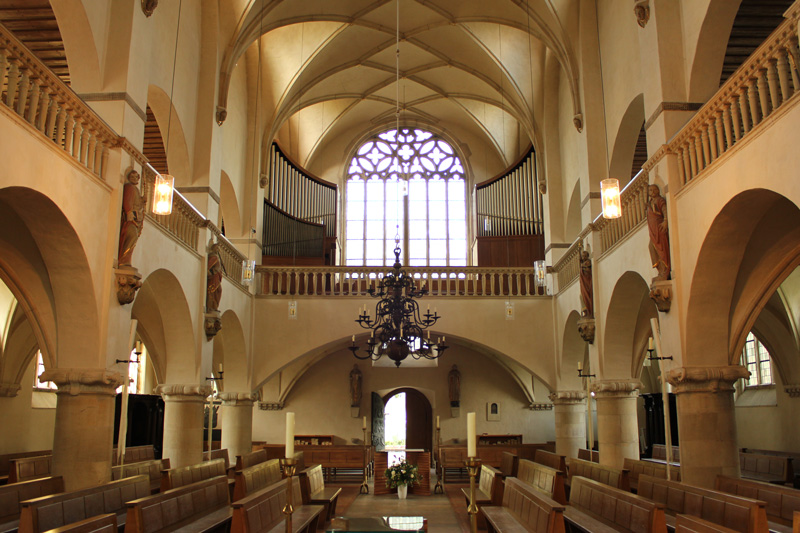
Vue de l'orgue

L'orgue actuel date de 1962. Il est issu de la firme Franz Breil de Dorsten. Il dispose de vingt-cinq jeux sur deux claviers et pédaliers.